# Национален статистически институт (България)
Вижте пояснителната страница за други значения на Национален статистически институт.
Националният статистически институт на Република България (съкратено НСИ) се занимава с набиране, обработване и предоставяне на точна информация за цялостното социално и икономическо състояние и развитие на България. Приравнен е на държавна агенция, пряко подчинена на Министерския съвет.
Националният статистически институт е част от Националната статистическа система на България (заедно с органите на статистиката и Българска народна банка), както и на Европейската статистическа система начело със статистическата служба на Европейския съюз, известна като Евростат.

## История
Първите институции, извършващи системна статистическа дейност в България, са Статистическата служба към Отдела за вътрешни работи на Временното руско управление (1877 – 1879) и Статистическото отделение към Министерството на правосъдието (1880 – 1883).
Днешният Национален статистически институт води началото си от създаденото на 7 юли (25 юни стар стил) 1880 година Статистическо организационно отделение към Министерството на финансите. През 1881 година то е преобразувано в Статистическо бюро, а от 1894 година е подчинено на Министерството на търговията и земеделието. От 1897 година службата се нарича Дирекция на статистиката, а от 1910 година – Главна дирекция на статистиката. От 1946 година е пряко подчинена на Министерския съвет, а от 1948 година – на Държавната планова комисия..
С Постановление № 108 на МС от 3 март 1953 г. Главната дирекция се преименува в ЦСУ и отново преминава към Министерския съвет.

## Кратък исторически преглед
| 1880 | Учредяване на Статистическо отделение към Министерството на правосъдието (21 януари 1880 г.) |
| 1880 | Образуване на Статистическо организационно отделение към Министерството на финансите (25 юни 1880 г.) Указ № 296 от 28 юни 1880 г. Архив на оригинала от 2014-07-06 в Wayback Machine. |
| 1880 | Поставяне началото на преброяванията на населението в Княжество България със закон от 13 декември 1880 г. |
| 1881 | С Указ № 712 от 19. VIII. 1881 г. Статистическото отделение се отделя в „самостоятелно Статистическо бюро със задача да събира, обработва и обнародва всяка година статистически данни по всички клонове на управлението и всички явления, отнасящи се до физическото, икономическото, интелектуалното и моралното състояние на държавата“. |
| 1881 | Проведено е първото преброяване на населението към 1 януари 1881 г. |
| 1884 | Създаване на българската държавна статистическа институция – Статистическото отделение прераства в самостоятелно статистическо бюро |
| 1881 | Статистическото бюро се прехвърля към Министерство на търговията и земеделието с оглед насочване към икономическите проучвания |
| 1896 | Провеждане на първото преброяване на чиновниците |
| 1897 | Закон за Дирекцията на статистиката на Българското княжество и Закон за преброяване на населението, сградите и домашния добитък |
| 1897 | За първи път в България е извършено преброяване на поземлената собственост |
| 1907 | Закон за Главната дирекция на статистиката на Българското царство |
| 1908 | Петте секции в дирекцията се обособяват в три секции |
| 1908 | Издаване на списание „Месечни статистически известия“ |
| 1909 | Провеждане на първото преброяване в сферата на индустрията |
| 1910 | Издаване на първия „Статистически годишник на Българското царство“ Със закона от 1910 г. трите секции към ГДС са преобразувани в 4 отделения – Административно-редакторско и за населението; за индустрията и земеделието; за търговията, съобщенията и финансите; за правосъдието, просвещението и войната.                                |
| 1921 | Със закон от 29. III. 1921 г. при ГДС са създадени 3 отдела – Демографски, Стопански, Културен и политически, с отделения и статистически бюра към тях в зависимост от обработваните статистически сведения. Към ГДС съществува и Счетоводно-деловодна служба.                                                                              |
| 1925 | Провеждане на първото наблюдение на домакинските бюджети |
| 1926 | Осъществяване на първото общостопанско преброяване заедно с това на населението през същата година. За първи път в Европа се използва репрезентативен метод за получаване на бърза сводка на материалите от общото преброяване на земеделските стопанства                                                                                   |
| 1929 | Започва издаването на първото специализирано списание на националната статистическа институция – „Списание на Главната дирекция на статистиката“, което продължава да излиза и сега под името сп. „Статистика Архив на оригинала от 2015-09-11 в Wayback Machine.“                                                                          |
| 1934 | Провеждане на земеделска анкета, при която за първи път се използва извадков метод при събиране на данните |
| 1946 | Закон за организирането на статистиката в България – Главната дирекция на статистиката минава към Министерския съвет и за първи път се изгражда мрежа от местни статистически органи |
| 1953 | Създаване на Централно статистическо управление към Министерския съвет като общодържавен орган за ръководство на статистическата дейност в страната |
| 1991 | Закон за статистиката – създава се Националният статистически институт (НСИ) |
| 1993 | Подписване на Съвместна декларация за сътрудничество в областта на статистиката между НСИ на България и Статистическата служба на Европейската общност (Евростат) |
| 1999 | Закон за статистиката, разработен в съответствие със законодателството на Европейския съюз |
| 2000 | Закон за преброяване на населението, жилищния фонд и земеделските стопанства в Република България през 2001 г. |
| 2000 | За първи път е разработена и приета от Националния статистически съвет Стратегията за развитие на статистиката до 2006 г. |
| 2000 | Закриване на преговорите по глава 12 „Статистика“ от преговорния процес с Европейския съюз |
| 2001 | Провеждане на Глобална оценка на Националната статистическа система от Евростат |
| 2003 | Официално присъединяване на България към Специалния стандарт за разпространение на данни SDDS (Special Data Dissemination Standard) на Международния валутен фонд |
| 2006 | Закон за статистика на вътрешнообщностната търговия със стоки |
| 2007 | Включване на българската статистика в Европейската статистическа система |
| 2007 | Партньорска проверка за прилагане на Кодекса на европейската статистическа практика относно повишаването на качеството на статистическата информация и доверието в статистиката |
| 2008 | Стратегия за развитие на Националната статистическа система на Република България през периода 2008 – 2012 г. |
| 2008 | Изменения и допълнения в Закона за статистиката, които създават условия за функциониране на Националната статистическа система в съответствие с новия Регламент (ЕО) № 223/2009 на Европейския парламент и на Съвета от 11 март 2009 г. относно европейската статистика                                                                     |
| 2009 | Закон за преброяване на населението и жилищния фонд в Република България през 2011 г. |
| 2013 | Стратегия за развитие на Националната статистическа система на Република България през периода 2013 – 2017 г. |
| 2014 | Втори кръг от Партньорски проверки на Европейската комисия (Евростат) за прилагане на принципите на Кодекса на европейската статистическа практика в рамките на Националната статистическа система на България (13 – 17.10.2014 година) |

## Ръководители
| 1880 – 1884 | Михаил Сарафов           | началник на Статистическото отделение от 1.08.1880 до 27.04.1884 година |
| 1884 – 1886 | Петър Калинков           | управител (директор) на Статистическото бюро от 1.08.1884 до 27 януари 1886 година |
| 1886 – 1893 | Иван Славов              | директор на Статистическото бюро от 6.02.1886 до 15.12.1893 година |
| 1893 – 1899 | Тодор Иванчов            | директор на Статистическото бюро от 23.12.1893 до 18 януари 1899 година (от 1897 г. – директор на статистиката)                                                                            |
| 1899        | Никола Имаретски         | управляващ Дирекцията на статистиката от 18 януари 1899 до 14.04.1899 година |
| 1899        | Райчо Каролев            | и. д. директор на статистиката от 14.04.1899 до 7.09.1899 година |
| 1899 – 1903 | Васил Дюстабанов         | директор на статистиката от 7.09.1899 до 22.04.1903 година |
| 1903        | Кирил Попов              | управляващ Дирекцията на статистиката от 23.05.1903 до 2.07.1903 година |
| 1903 – 1908 | Владимир Шишманов        | и. д. директор на статистиката от 2.07.1903 до 19.07.1908 година |
| 1903 – 1908 | Петър Германов           | директор на статистиката от 19.07.1903 до 27 януари 1908 година |
| 1908 – 1927 | Кирил Попов              | директор (а след 1910 година главен директор) на статистиката от 28 януари 1908 до 6.05.1927 година, през периода от 1.06.1917 до 21 януари 1919 година ГСК се управлява от Ненчо Михайлов |
| 1927 – 1931 | Стефан Димитров          | управляващ Главната дирекция на статистиката от 7.05.1927 до 15.09.1931 година |
| 1931 – 1933 | Ненчо Михайлов           | управляващ Главната дирекция на статистиката от 15.09.1931 до 9.08.1933 година |
| 1933 – 1934 | Прокопи Киранов          | главен директор на статистиката от 9.08.1933 до юни 1934 година |
| 1934 – 1937 | Славчо Загоров           | главен директор на статистиката от юни 1934 до 1937 година |
| 1937 – 1943 | Пенко Въжаров            | и. д. главен директор на статистиката от 1937 до края на 1943 година |
| 1944        | Яни Грудев               | и. д. главен директор на статистиката от началото на 1944 до 8.09.1944 година |
| 1944 – 1946 | Прокопи Киранов          | главен директор на статистиката от 9.09.1944 до края на 1946 година |
| 1947 – 1949 | Кирил Лазаров            | главен директор на статистиката от началото на 1947 до 20.08.1949 година |
| 1949 – 1950 | Кирил Владимиров         | и. д. главен директор на статистиката от 20.08.1949 до 31.12.1950 година |
| 1951 – 1952 | Слав Георгиев Караславов | зам. председател на ДПК и директор на статистиката от 1.01.1951 до 10.06.1952 година |
| 1952 – 1953 | Руси Русев Пенев         | директор на Главна дирекция на статистиката от 11.06.1952 до 1.02.1953 година |
| 1953 – 1961 | Евгени Матеев            | главен директор на статистиката, а след това председател на Централното статистическо управление от 2.02.1953 до края на 1961 година                                                       |
| 1961 – 1971 | Стефан Станев            | председател на Централното статистическо управление (след това на Държавното управление за информация) от края на 1961 до юли 1971 година                                                  |
| 1971 – 1976 | Дано Балевски            | началник на Централното статистическо управление при Министерството на информацията и съобщенията от юли 1971 до юни 1976 година                                                           |
| 1976 – 1977 | Стефан Станев            | председател на ЦСУ при Министерски съвет (след това на Комитета по единна система за социална информация) от юни 1976 до ноември 1977 година                                               |
| 1977 – 1984 | Дано Балевски            | председател на Комитета по ECCИ от ноември 1977 до януари 1984 година |
| 1984 – 1987 | Веселин Никифоров        | председател на Комитета по ЕССИ от 11 януари 1984 до 21.02.1986 година, председател на Централното статистическо управление (ЦСУ) до 26 януари 1987 година                                 |
| 1987 – 1991 | Станой Тасев             | председател на Централното статистическо управление (ЦСУ) от 26 януари 1987 до 19.07.1991 година                                                                                           |
| 1991 – 1998 | Захари Карамфилов        | председател на Националния статистически институт (НСИ) от 19.07.1991 до 20.05.1998 година                                                                                                 |
| 1998 – 2007 | Александър Хаджийски     | председател на Националния статистически институт (НСИ) от 20.05.1998 до 27.04.2007 година                                                                                                 |
| 2007 – 2008 | Стоян Цветков            | председател на Националния статистически институт (НСИ) от 27.04.2007 до 25 януари 2008 година                                                                                             |
| 2008 – 2012 | Мариана Коцева           | председател на Националния статистически институт (НСИ) от 25 януари 2008 до 21.04.2012 година                                                                                             |
| 2012 – 2014 | Ренета Инджова           | председател на Националния статистически институт (НСИ) от 21.03.2012 до 25.04.2014 година                                                                                                 |
| 2014 –2022  | Сергей Цветарски         | председател на Националния статистически институт (НСИ) от 25.04.2014 година до 15.07.2022 година                                                                                          |
| 2022 -      | доц. д-р Атанас Атанасов | председател на Националния статистически институт (НСИ) от 15.07.2022 година |